# Мост (партия, Словакия)
«Мост» (Most — Híd от словац. Most и венг. Híd — «мост») — бывшая политическая партия в Словакии, представляющая преимущественно интересы венгерского меньшинства. В отличие от другой венгерской партии Словакии — Партии венгерской коалиции — партия Мост ставит своей главной целью налаживание диалога между венграми и словаками.
Партия была создана 30 июня 2009 года Белой Бугаром, который был одним из основателей Партии венгерской коалиции и её лидером в 1998-2007. В новую партию также вошли другие видные деятели ПВК — Габор Галь, Ласло Надь, Жолт Надь и другие. Из-за раскола обе венгерские партии оказались лицом к лицу перед возможностью быть непредставленными в парламенте нового созыва — численность венгров в Словакии составляет примерно 10% населения при пятипроцентном барьере на попадание в парламент. Однако идеология партии основана на идее сотрудничества словаков и венгров, в русле чего вице-председателем партии стал словак Рудольф Хмель. По последним опросам, перед парламентскими выборами 12 июня 2010 года партия могла рассчитывать на 6,5% голосов — на 1,3% больше, чем Партия венгерской коалиции, которая находилась на грани прохождения в парламент. На выборах партия получила 205 538 (8,12%) голосов и 14 депутатских мандатов, а Партия венгерской коалиции не сумела преодолеть пятипроцентный барьер. Таким образом, «Мост» стал единственным представителем венгерской общины в парламенте. Партия вошла в сформированное в результате выборов правительство Иветы Радичовой.
На парламентских выборах 2012 года партия получила 6,89% голосов и 13 мест в парламенте.
После парламентских выборов 2016 вошла в правительство Роберта Фицо.
27 сентября 2021 года произошло слияние партии с Партией венгерского сообщества и партией «Сопринадлежность» (MKÖ-MKS) с образованием партии «Альянс».

## Участие в выборах
| Год, выборы         | голосов | мест | Δ       |
| ------------------- | ------- | ---- | ------- |
| 2010, парламентские | 8,12 %  | 14   | Впервые |
| 2012, парламентские | 6,89 %  | 13   | ▼ 1     |
| 2014, Европарламент | 5,83 %  | 1    | Впервые |
| 2016, парламентские | 6,5 %   | 11   | ▼ 2     |